# Gustaf Larsson (författare)
Karl Gustaf Larsson, född 5 mars 1893 i Norrlanda, Gotland, död 30 maj 1985 i Anga, var en småbrukare och författare.

## Biografi
Föräldrar var småbrukaren och snickaren Johan och Maria Larsson. Efter folkskolan var Larsson verksam som byggnadssnickare i Stockholm fram till 1920, då han blev småbrukare. Han blev redan på 1920-talet känd som Gotlands hembygdsskald med sina skildringar av landskapet och folklynnet och han diktade även på gutamål. Flera dikter har tonsatts och spelats in.
Redan 1916 började Larsson med en fotodokumentation av landskapet och 2175 bilder finns bevarade. De omfattar 871 byggnader och byggnadsdetaljer, 352 landskap, 410 människor och porträtt, 214 arbetsliv, 162 blommor och 166 föremål.
Tillsammans med fadern Johan skapade Larsson Norrlanda fornstuga som ett hembygdsmuseum, då han 1924 inköpte en gammal förfallen stuga vid Lina i Hörsne socken. Den flyttades till Norrlanda och utgör idag huvudbyggnad vid hembygdsmuseet.
Gustaf Larsson Sällskapet, som bildades den 5 mars 1990, vill vårda och fördjupa kunskapen om Larssons författarskap, hembygdsvårdande insatser och fotografiska gärning.
Gustaf Larsson är begravd på Norrlanda kyrkogård.

## Tonsatta dikter
- "Soli gynnär hällä", tonsatt av Svante Pettersson

## Utmärkelse
- 1962 – Gotlands Kommuns kulturpris